# L'odore del sangue
L'odore del sangue è un film del 2004 diretto da Mario Martone, presentato nella sezione Quinzaine des Réalisateurs al 57º Festival di Cannes.
È la trasposizione nei tempi odierni del romanzo omonimo di Goffredo Parise.

## Trama
Una coppia di intellettuali borghesi, Carlo e Silvia, vive stancamente il loro rapporto di separati. Silvia però trova un giovane neonazista ed è attratta dalla sua violenza e dal suo "culto della forza". Questa relazione però riaccende la gelosia di Carlo.

## Riconoscimenti
- Ciak d'oro
  - 2004 - Miglior montaggio a Jacopo Quadri[2]